# Queen's Fellows
『Queen's Fellows:yuming 30th anniversary cover album 』（クィーンズフェローズ：ユーミン サーティース アニバーサリー カバー アルバム）は、日本のミュージシャン、松任谷由実のトリビュート・アルバムである。
2002年12月11日に東芝EMIよりリリースされた。

## 収録曲
1. 守ってあげたい（『SINGLES 2000-2003』にも収録） / 鬼束ちひろ
アルバム『昨晩お会いしましょう』より
2. 14番目の月 / スピッツ
アルバム『14番目の月』より。逆にユーミンはスピッツの『楓』をカヴァーしている。
3. セシルの週末 / aiko
アルバム『時のないホテル』より。aikoのみ、「aikoちゃんには、是非この曲を歌って欲しい。」と、ユーミン本人からカバーして欲しい楽曲を指定された。
4. 甘い予感 / 井上陽水
アルバム『OLIVE』より
5. CHINESE SOUP / 原田知世
アルバム『COBALT HOUR』より
6. 曇り空 / キリンジ
アルバム『ひこうき雲』より
7. あの日にかえりたい / 小野リサ
アルバム『YUMING BRAND』より
8. 春よ、来い / 槙原敬之
アルバム『THE DANCING SUN』より
9. Valentine's RADIO / フェイ・ウォン
アルバム『LOVE WARS』より
10. COBALT HOUR / クレイジーケンバンド
アルバム『COBALT HOUR』より
11. TYPHOON / ポート・オブ・ノーツ
アルバム『VOYAGER』より
12. 時のないホテル / 田島貴男 (ORIGINAL LOVE)
アルバム『時のないホテル』より
13. 翳りゆく部屋 / 椎名林檎
アルバム『YUMING BRAND』より
14. 私のフランソワーズ / 大貫妙子
アルバム『MISSLIM』より。大貫はシュガー・ベイブ時代、山下達郎らと共にユーミンの作品にはバックコーラスとして参加していた。